# Havenaar Dido
Dido Havenaar (sinh ngày 26 tháng 9 năm 1957) là một cầu thủ bóng đá người Nhật Bản.

## Sự nghiệp câu lạc bộ
Dido Havenaar đã từng chơi cho Mazda, Yomiuri, Nagoya Grampus Eight, Júbilo Iwata và Consadole Sapporo.